# 3-アミノフェノール
3-アミノフェノール (3-Aminophenol) は、化学式 C6H4(NH2)(OH) で表される有機化合物である。芳香族アミンであり、フェノール類である。2-アミノフェノールと4-アミノフェノールのメタ (3-) 異性体である。

## 調製
3-アミノフェノールは、3-アミノベンゼンスルホン酸と水酸化ナトリウムを245 °Cで6時間熔融することにより、またはレゾルシノールと水酸化アンモニウムの置換反応により調製される。

## 使用
この物質の最も関連性のある用途の1つは、いくつかの蛍光色素（ローダミンBなど) を調製するための重要な中間体である3-(ジエチルアミノ) フェノールの合成である。この化合物の他の用途は、染毛剤着色剤および塩素含有熱可塑性樹脂用の安定剤である。 